# Lomachantha parra
Lomachantha parra là một loài ruồi trong họ Tachinidae.